# Garça-azul
A garça-azul ou garça-azul-pequena (Egretta caerulea) é uma garça encontrada do sul dos Estados Unidos ao sul do Brasil e Uruguai, em lamaçais do litoral. Chega a medir até 52 cm de comprimento, tendo uma coloração escura com tons azulados. Também é conhecida pelo nome de garça-morena.

## Taxonomia

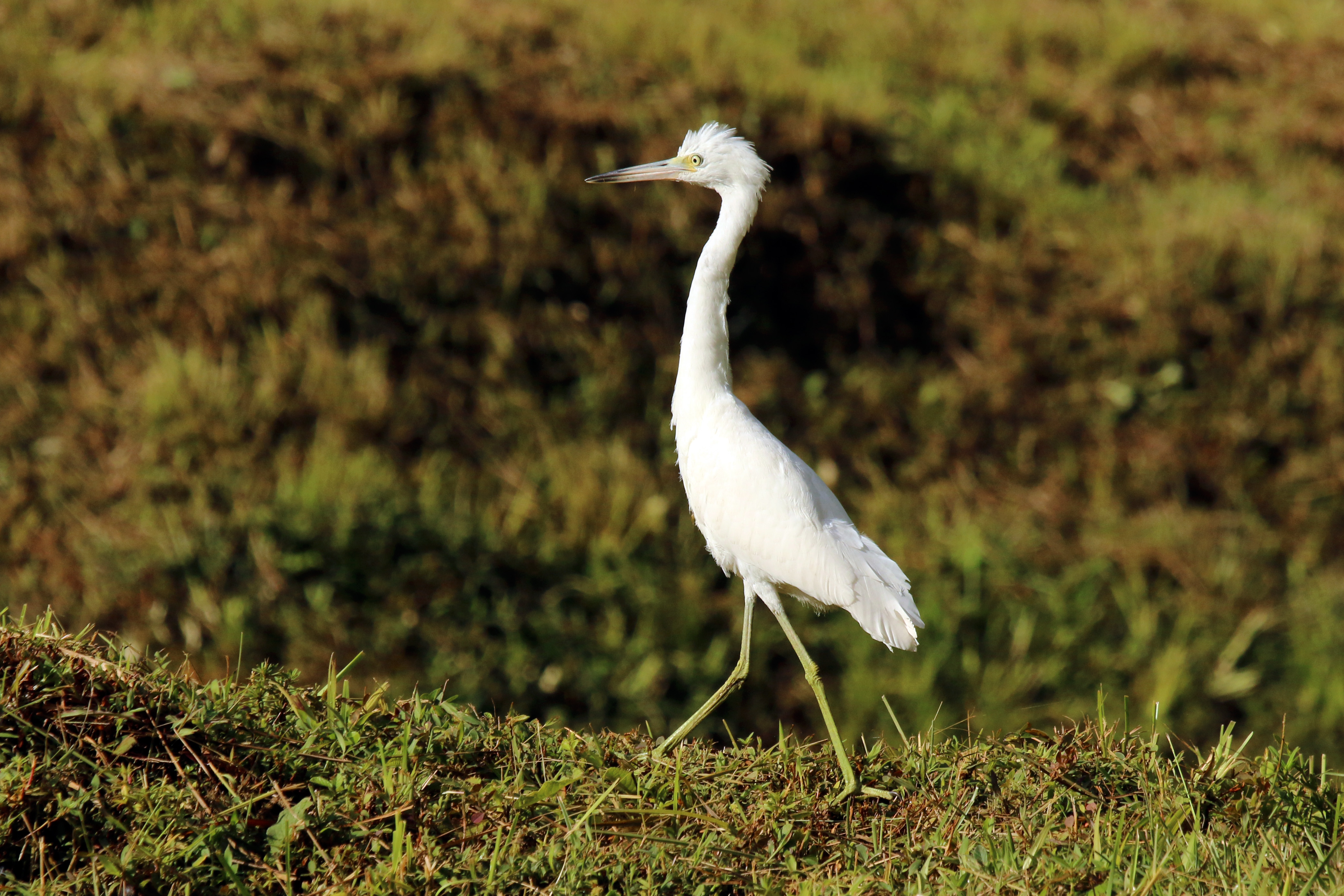
Uma garça-azul jovem, em Tobago

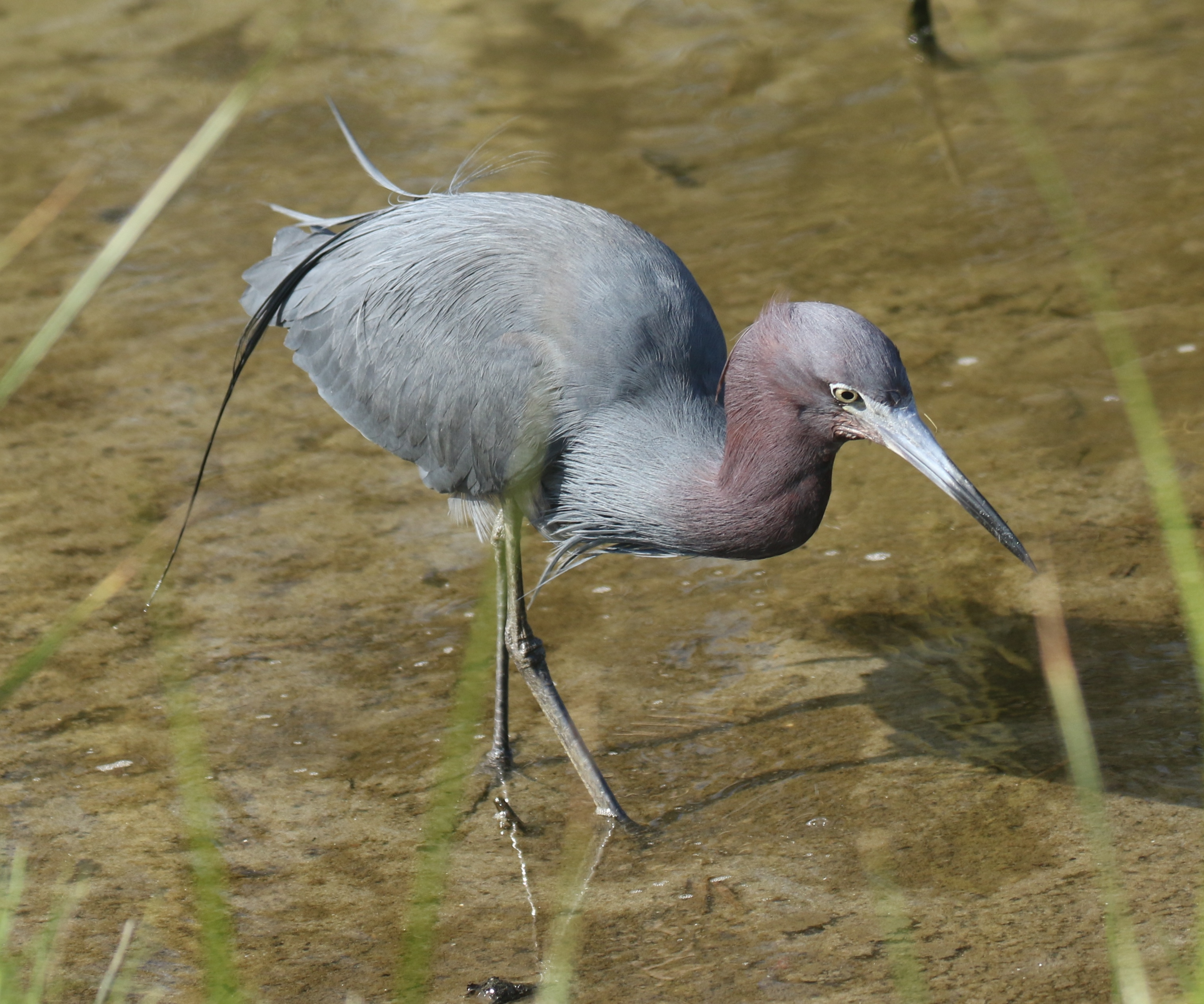
Uma garça-azul no Texas

A Egretta caerulea foi descrita por Lineu em 1758. Faz parte da ordem Pelecaniformes, da família Ardeidae e do gênero Egretta.

## Distribuição
A garça-azul pode ser encontrada ao longo das Américas, indo desde os Estados Unidos ao Uruguai. Outros países incluem Bolívia, Brasil, Chile, Colômbia, Equador, as Guianas, Paraguai, Peru, Suriname e Venezuela.

## Descrição
A espécie mede entre 64–76 cm (25–30 in) de comprimento, com uma envergadura de 102 cm (40 pol) e pesa 325 g (11 oz).
É uma garça de porte médio-grande, de pernas compridas, com um bico longo e pontiagudo, azul claro ou acinzentado, com a ponta mais escura ou preta. O corpo é mais alongado do que na garça-branca-pequena.
Os pássaros adultos reprodutores têm plumagem cinza-azulada, exceto a cabeça e o pescoço, que são arroxeados e têm longas plumas filamentosas azuis. As pernas e pés são azul-escuros / verdes ou esverdeados. As fêmeas e os machos são semelhantes.
Os adultos não reprodutores têm a cabeça e a plumagem do pescoço azul-escuras e as pernas mais claras. Os pássaros jovens são todos brancos no primeiro ano, exceto pelas pontas das asas escuras e têm patas esverdeadas opacas. Na primeira primavera ou primeiro verão, adquirem gradualmente a plumagem escura dos adultos.
Esta espécie é bastante semelhante à Egretta rufescens, que é maior e possui bico maior. As garças-azuis jovens são semelhantes às garças-brancas-pequenas jovens.

## Ecologia
A espécie prefere pântanos de água doce e lagoas no sul, enquanto nas ilhas do norte habitam bosques costeiros. Reproduz-se em pântanos subtropicais e tropicais com vegetação de mangue e pântanos.
A garça-azul nidifica em colônias, geralmente com outras garças, geralmente em plataformas de gravetos em árvores ou arbustos. São postos de três a sete ovos azul-claros.
Espreita metodicamente sua presa em águas rasas, frequentemente correndo. Come peixes, sapos, crustáceos, pequenos roedores e insetos. Alimenta-se mais de insetos do que as garças maiores. Aproveita-se da maré baixa para se alimentar. Os adultos geralmente se alimentam sozinhos, enquanto os imaturos costumam se alimentar em grupos.
A espécie costuma se misturar com a garça-branca-pequena. A garça-branca tolera mais sua presença do que garças-reais em plumagem adulta. Essas aves jovens pegam mais peixes quando na presença da garça-branca e também ganham uma medida de proteção contra predadores quando se misturam em bandos de garças-brancas. É plausível que, por causa dessas vantagens, permaneçam brancas no primeiro ano.